# Kudelka József
Kudelka József (Rimaszombat, 1813. – Nagyvárad, 1897. november 17.) jogi doktor, ügyvéd és jogakadémiai tanár.

## Élete
Rimaszombatban született, ahol apja, Kudelka József a Serényi grófi családnál, majd a jászóvárosi premontreiek harkácsi uradalmában gazdatiszt volt. A gimnáziumot Pozsonyban, a jogot Kassán és két évig Pesten az egyetemen végezte, hol 1843. július 29-én tett jogi doktori szigorlatot; azután előbb a szerepi Kelemen család Albert és Sándor fiuk mellett nevelő volt; egyszersmind a királyi váltótörvényszéknél járulnok és Virozsilt az egyetemen többször helyettesítette a magyar közjogi előadásaiban.
1841. október 1-jétől a temesvári jog-líceumban volt rendes tanár. Innen 1847. március 2-án a nagyváradi királyi akadémiához helyezték át, ahol a jogbölcseletet, 1850-től 1855-ig egyszersmind az osztrák büntetőjogot és eljárást, valamint a jog- és államtudományok encyclopaediáját adta elő, 1855-től 1862-ig a római jogot, a büntető jogot és eljárást, 1862-től 1867-ig a büntető-, bánya- és észjogot és eljárást, 1866-től 1868-ig ismét a római jogot, 1868-tól állandóan az észjogot, encyclopaediát és büntetőjogot. 
Amikor Pauler Tivadar miniszter lett, az ő tanszékét kettéosztották és Kudelkát nevezték ki a budapesti egyetem jogbölcseleti tanszékén, de közbejött súlyos szembaja miatt új tanszékét el nem foglalhatta. Szabadságidőt nyert, melynek elteltével újra nagyváradi tanszékére tért vissza, végül 1885. szeptember 14-én állandó nyugalmaztatását kérte, mely alkalomból őfelsége kitüntette.
Rokonai körében élt visszavonultan, mígnem 1896-ban Nagyváradra ment lakni, ahol rövidesen 84 éves korában elhunyt.

## Elismerései
- 1885 Ferenc József-rend lovagkeresztje

## Műve
- Theses e scienciis juridicis ac politicis, quas ... pro consequendi juris universi doctoratus lauren in ... universitate Pestiensi publice propugnandas suscepit ... 29. Juli 1843. Pestini.